# Ajmonia procera
Ajmonia procera är en spindelart som först beskrevs av Kulczynski 1901.  Ajmonia procera ingår i släktet Ajmonia och familjen kardarspindlar. Inga underarter finns listade i Catalogue of Life.